# Rouvres-Saint-Jean
Rouvres-Saint-Jean is een gemeente in het Franse departement Loiret (regio Centre-Val de Loire) en telt 228 inwoners (2004). De plaats maakt deel uit van het arrondissement Pithiviers.

## Geografie
De oppervlakte van Rouvres-Saint-Jean bedraagt 10,2 km², de bevolkingsdichtheid is 22,4 inwoners per km².
De onderstaande kaart toont de ligging van Rouvres-Saint-Jean met de belangrijkste infrastructuur en aangrenzende gemeenten.

## Demografie
Onderstaande figuur toont het verloop van het inwonertal (bron: INSEE-tellingen).